# Joachim Wohlleben
Joachim Wohlleben (* 2. Dezember 1936; † 31. März 2004) war ein deutscher Literaturwissenschaftler und Hochschullehrer.

## Leben
Wohlleben lehrte an der Columbia University in New York, an der Universität Peking sowie ab 1971 an der FU Berlin. Zu seinen Forschungsgebieten gehörte auch die Rezeption des Persischen im deutschen Sprachraum (Hafis). Er arbeitete ansonsten vielfach über Goethe. Diverse Aufsätze und Beiträge verfasste er über Persönlichkeiten und Gegenstände der Weimarer Klassik, zur Antiken-Rezeption (Benjamin Hederich) u. a.

## Privat
Wohlleben war verheiratet mit Annemarie Wohlleben geb. König.

## Veröffentlichungen (Auswahl)
- mit Alfred Behrmann: Georg Büchner: Dantons Tod. Eine Dramenanalyse. 1980.
- Goethe als Journalist und Essayist. 1981.
- Versuch über Perrudja. Literarhistorische Beobachtungen über Hans Henny Jahnns Beitrag zum modernen Roman. 1985.
- Die Sonne Homers. Zehn Kapitel deutscher Homer-Begeisterung. 1990.
- Die Ghaselen des Hafiz. Neu in deutsche Prosa übersetzt, mit Einleitung und Lesehilfen. Königshausen & Neumann, Würzburg 2004, ISBN 3-8260-2688-8.